# Эглеида
Эглеида (др.-греч. Αἰγληίς) — персонаж древнегреческой мифологии. Девушка из Спарты, привезённая в Афины Гиацинтом и принесённая в жертву афинянами во время осады Афин Миносом. Согласно Аполлодору, не в силах покорить город, Минос обратился за помощью к Зевсу, который наслал на город голод и болезни. Чтобы умилостивить богов, Эглеиду и её сестёр Литею и Ортею убили на могиле киклопа Гереста.